# Carlos Escudé
Carlos Escudé   (Buenos Aires, 10 d'agost de 1948 - Buenos Aires, 1 de gener de 2021) fou un intel·lectual argentí format a la Universitat Yale, amb estudis previs a St. Antony's College, Universitat d'Oxford, i a la Universidad Catòlica Argentina.
Politòleg i escriptor, durant la dècada del 1990 va ser assessor especial del ministre de Relacions Exteriors, Guido di Tella, respecte de l'estratègia de política estrangera enfront de les potències d'Occident.

## Biografia
Escudé fou investigador principal jubilat del CONICET, professor de Política Exterior Argentina al Centre d'Estudis Avançats de la Universitat Nacional de Córdoba, i director del Centre d'Estudis de Religió, Estat i Societat (CERES), que funciona dins del Seminari Rabínic Llatinoamericà de Marshall T. Meyer, la institució d'ordenació de rabins del judaisme masortí llatinoamericà. Anteriorment es va exercir com a docent a les universitats de Belgrano, Torcuato di Tella, UCEMA, i a l'Institut del Servei Exterior de la Nació (ISEN).
Va ser panelista al programa de televisió Creencias (Creències) del Canal Infinito a Argentina.
El 1977-1978 va ser estudiant graduat a St. Antony's College, Universitat d'Oxford. Entre 1978 i 1980 va obtenir una beca Fulbright per a la realització d'estudis doctorals a Yale. El 1983 va obtenir una beca postdoctoral del Social Science Research Council (SSRC). El 1984 va rebre la Beca Guggenheim. El 1994 va ser Visiting Professor of Government a la Universitat Harvard. El 1996 va rebre el Diploma al mèrit en ciències polítiques atorgat per la Fundació Konex. El 2003-2004 va ser titular de l'Ashley Fellowhip de la Universitat de Trent, Canadà.
També va ser professor visitant a la Fundació José Ortega y Gasset (Madrid), el 1997, i a la Universitat Internacional d'Andalusia (La Rábida), el 2001; així com acadèmic visitant (visiting scholar) a St. Antony's College (Oxford), el 1984; a la Universitat de Texas (Austin), el 1989; a la Universitat Johns Hopkins (SAIS), el 1990; a la Universitat de Carolina del Nord (Chapel Hill), el 1992; i a la Universitat d'Augsburg (Alemanya), el 1996.
Els treballs d'Escudé s'associen amb el neomodernisme i el realisme perifèric.

## Publicacions

### Fora de l'Argentina al segle XXI
- Linguistic Peace? Reflections on the Interstate Security Consequences of Iberian American Linguistic Kinships versus European Linguistic Fragmentation. Galia Press-Barnathan, Ruth Fine, i Arie M. Kacowicz (comps.), The Relevance of Regions in a Globalized World: Bridging the Social Sciences-Humanities Gap, New York: Routledge 2018.
- The Legitimacy of Interstate Hierarchy. Kurt Almqvist (comp.), Nation, State and Empire, Estocolmo: Axel and Margaret Ax:son Johnson Foundation 2018.
- Peripheral Realism Revisited. Luis L. Schenoni (comp.) Revista Brasileira de Política Internacional, Vol. 59:1, abril 2016.
- Who Commands, Who Obeys and Who Rebels: Latin American Security under a Peripheral Realist Perspective. David Mares i Arie Kacowicz (comps.), Routledge Handbook of Latin American Security, New York 2015.
- Realism in the Periphery. Jorge I. Domínguez i Ana Cobarrubias (comps.), Routledge Handbook of Latin America in the World, Nueva York, 2014.
- Argentina’s Grand Strategy in Times of Hegemonic Transition: China, Peripheral Realism and Military Imports. Revista de relaciones internacionales, estrategia y seguridad (Universidad Militar Nueva Granada, Bogotá), Vol. 10, n. 1.
- China y Estados Unidos frente a América latina. Horizontes LatinoAmericanos: Revista de Humanidades e Ciências Sociais do Mercosul Educacional, Vol. I, n. 2 (2014), Fundação Joaquim Nabuco / Editora Massangana.
- On the Wrong Side of History - Israel, Latin America and the United States under a Peripheral-Realist Perspective, 1949-2012. Judaica Latinoamericana VII, August 2013. The Hebrew University Magnes Press Ltd.
- El terrorismo islamista y el choque de cosmovisiones. Economía Autónoma (Facultad de Economía, Universidad Autónoma Latinoamericana, Medellín, Colòmbia), Jun-Nov 2011.
- Israeli-Latin American Relations, 1948-2010. Alfred Wittstock (comp.), The World Facing Israel – Israel Facing the World: Images and Politics, Berlín: Frank & Timme, 2011.
- National and Territorial Identities in Contemporary Latin America and Europe. Ryszard Stemplowski (comp.), Europe and Latin America, Looking at Each Other?, Varsovia: Polish Institute of International Affairs, 2010.
- Réquiem al realismo periférico: ascenso y ocaso de una experiencia argentina de construcción de una teoría de RRII, 1986-1997. Cristián Parker Gumucio i Fernando Estenssoro Saavedra (comp.), El desafío del conocimiento para América latina, Santiago de Chile: Explora/USACH-IDEA, 2010.
- Peripheral Realism: An Argentine Theory-Building Experience, 1986-1997. José Flávio Sombra Saraiva (comp.), Concepts, Histories and Theories of International Relations for the 21st Century: Regional and National Approaches, Brasilia: IBRI, 2009.
- La civilización iberoamericana y sus relaciones internacionales. R. Stemplowski (comp.), On the State of Latin American States: Approaching the Bicentenary, Cracovia, Polonia: Andrzeja Frycza Modrzewski Krakow University, 2009.
- Piqueteros al gobierno: un experimento populista argentino, 2003-2007. Estudios Interdisciplinarios de América Latina y el Caribe (Aranne School of History, Universitat de Tel-Aviv), Vol. 20, n. 1 (gener-juny 2009), pp. 117–145.
- Ressenya del llibre de Ricardo Salvatore, Imágenes de un imperio: Estados Unidos y las formas de representación de América Latina (Buenos Aires: Sudamericana, 2006). Estudios Interdisciplinarios de América Latina y el Caribe (Aranne School of History, Universitat de Tel-Aviv), Vol. 18, n. 2, juliol-desembre 2007, pp. 125–127.
- De Estado cautivo a Estado fallido: La Argentina y su populismo sistémico, 1975-2006. Banco de publicaciones EconPapers/RePEc
- From Captive to Failed State: Argentina under Systemic Populism, 1975-2006. The Fletcher Forum of World Affairs, Vol. 30 (2), estiu de 2006.
- Argentinien - Land frustrierter Perspektiven? Ein Erklärungsansatz für relativen Frustrationen der Argentinier. Klaus Bodemer, Andrea Pagni i Peter Waldmann (comp.), Argentinien Heute, Frankfurt: Vervuert, 2002, pp. 37–58.
- Argentina, Israel y los Judíos. Revista de Libros, n. 69, setembre de 2002, Madrid;
- Argentina: A Parasite State on the Verge of Disintegration. Cambridge Review of International Affairs, Volumen 15 (3), octubre de 2002; pp. 453–467.
- Natural Law at War. The Times Literary Supplement (TLS, Londres), 31 de maig de 2002;
- Unía Europejska i globalne bezpieczenstwo w ponowoczesnym swiecie. Polski Przeglad Dyplomatyczny, Vol. 2, n. 1 (5) 2002; p. 57-85.
- Европейский Союз и глобальная безопасность в мировой системе постсовременности. Европа, Vol. 2 (3), 2002, pp. 96–130.
- When Security Reigns Supreme: The Postmodern World-System vis-à-vis Globalized Terrorism and Organized Crime. R. Stemplowski (comp.), Transnational Terrorism in the World System Perspective, Varsovia: Polish Institute of International Affairs, 2002, pp. 69–95
- An Introduction to Peripheral Realism. Stephanie Neuman (ed.), International Relations Theory and the Third World (New York, St. Martin's Press i Palgrave Macmillan, 1998).
- The European Union and Global Security in the Postmodern World-System. R. Stemplowski (comp.) The European Union in the World System Perspective; Varsovia: Polish Institute of International Affairs, 2002, pp. 92–120.
- The Falklands will never be Argentine. Lyubomir Ivanov (comp.), The Future of the Falkland Islands and Its People, Sofía (Bulgaria): Manfred Wörner Foundation, 2003. pp. 38–40.
- ¿Cuánto valen esas bases? El tira y afloja entre Estados Unidos y España, 1951-1953. Cuadernos de Historia Contemporánea, Vol. 25 (2003), pp. 61–81.
- Transnational Terrorism, Corruption and Erosion of State Authority: the Case of the 1992 and 1994 Attacks in Argentina. Beatriz Gurevich, E.I.A.L - Estudios Interdisciplinarios de América Latina y el Caribe, Universitat de Tel-Aviv, Vol. 14, n. 2, juliol-desembre de 2003, pp. 127–148.

### Llibres
- ¡Y Luis D'Elía tenía razón! Algunas aberraciones políticas argentinas, Buenos Aires: Peña Lillo/Ediciones Continente 2018.
- Argentina, National Identity, Peripheral Realism and Identity Politics: Research Essays on the Interplay Between Political Culture and the International Relations of Argentina, Beau Bassin (Mauricio), Editorial Académica Española, 2017.
- Neomodernismo: filosofía de las jerarquías, Buenos Aires: Ed. Lumière, 2016.
- Radiografía universal de la infamia: viñetas sobre el estado del mundo en nuestro tiempo, Buenos Aires: Ed. Lumière, 2013 (amb la col·laboració de Macarena Sabio Mioni).
- Principios de Realismo Periférico: Vigencia de una Teoría Argentina ante el Ascenso de China, Buenos Aires: Ed. Lumière, 2012.
- Por qué soy judío y otros ensayos, Buenos Aires: Ed. Lumière, 2010.
- La Guerra de los Dioses: los Mandatos Bíblicos frente a la Política Mundial, Buenos Aires: Ed. Lumière, 2007
- Festival de Licuaciones: Causas y Consecuencias de la Pobreza en la Argentina, Buenos Aires: Ed. Lumière, 2006.
- El Estado Parasitario: Argentina, Ciclos de Vaciamiento, Clase Política Delictiva y Colapso de la Política Exterior, Buenos Aires: Ed. Lumière, 2005.
- Historia General de las Relaciones Exteriores de la República Argentina. Buenos Aires: GEL, 1998-2000 (Quinze volums dedicats a la història de les relacions exteriors de l'Argentina, des de les frustrades invasions angleses de 1806 fins al final de l'administració de Raúl Alfonsín de 1989. Dirigida per Carlos Escudé i Andrés Cisneros, amb la col·laboració d'un equip de dotze investigadors).
- Estado del Mundo: Las Nuevas Reglas de la Política Internacional Vistas desde el Cono Sur, Buenos Aires: Ariel, 1999.
- Los Mercenarios del Fin del Milenio: Estados Unidos, Europa y la Proliferación de Servicios Militares Privados, Buenos Aires: Belgrano, 1999.
- Foreign Policy Theory in Menem's Argentina, Gainesville, Florida: University Press of Florida, 1997.
- Biografía Apócrifa de Andrés Carvajal, Buenos Aires: GEL/Nuevohacer, 1996 (novela).
- El Realismo de los Estados Débiles: la política exterior del primer gobierno Menem frente a la teoría de las relaciones internacionales, (publicat sota els auspicis del Center for International Affairs, Harvard University), Buenos Aires: GEL 1995.
- Realismo Periférico: Bases Teóricas para una Nueva Política Exterior Argentina, Buenos Aires: Planeta 1992.
- La "Riconquista" Argentina: Scuola e Nazionalismo, Fiesole, Italy: Edizioni Cultura della Pace, 1992. Versió abreviada del llibre esmentat avall (1990), en italià.
- El Fracaso del Proyecto Argentino: Educación e Ideología, Buenos Aires: Ed. Tesis/Instituto Torcuato Di Tella, 1990.
- Patología del Nacionalismo: el Caso Argentino, Buenos Aires: Ed. Tesis/Instituto Torcuato Di Tella, 1987.
- La Argentina vs. las Grandes Potencias: el Precio del Desafío, Buenos Aires: Ed. de Belgrano 1986.
- La Argentina, ¿Paria Internacional? (amb la col·laboració de Cristóbal Williams), Buenos Aires: Ed. de Belgrano 1984.
- Gran Bretaña, Estados Unidos y la Declinación Argentina, 1942-49, Buenos Aires: Ed. de Belgrano, edicions el 1983, 1984, 1988 i 1996.
- Con Beatriz Gurevich, también compiló El Genocidio Ante la Historia y la Naturaleza Humana, Buenos Aires: GEL, 1994.

## Premis
- Ashley Fellowship 2003-2004, Universitat de Trent, Canada.
- Premi «Vocación Académica», Fundació del lLibro i Diari Clarín, Fira del Llibre de Buenos Aires 2001.
- Diploma al Mèrit en «Ciencias Políticas» atorgat per la Fundació Konex, 1996.
- Premi Bernardo Houssay a la Investigació Científica Relevant atorgat pel CONICET, 1987.
- Condecorat pel Govern de la República de Xile amb l'Ordre de Bernardo O'Higgins en el Grau de Comendador (1986), per la seva aportació a la cooperació, pau i amistat entre Argentina i Xile en ocasió de la negociació del «Tractat de Pau i Amistat» de 1984.
- Guggenheim Fellowship, John Simon Guggenheim Memorial Foundation,1984-1985.
- SSRC Postdoctoral Fellowship, 1983-1984.
- Premi al Concurs Extraordinari d'Investigacions Psico-Sociològiques amb Orientació Matemàtica, atorgat per la Facultat de Ciències Econòmiques de la Universitat de Buenos Aires i la Fundació Bolsa de Comercio de Buenos Aires, 1971.